# Studio GU
「Studio GU」（すたじお ぐう、タイ語:สตูดิโอ จี ยู）は、タイ王国の美少女ゲーム、ビジュアルノベル製作チーム。2004年に結成。

## 概要
Studio GUは代表タニット・アナンタソンブーン（ธนิตย์ อนันตสมบูรณ์ 通称:Thanit A.)の学友や、タイのゲーム制作会社Debuzの友人が集まり設立された。タイ王国の法律を遵守し、エロゲーでは無く、性的描写を含まない美少女ゲーム、ビジュアルノベル開発を目的としている。現在、完結している作品はAngel's Taleのみ。完成した作品はバンコクの同人誌即売会で販売されているほか、ネットを通じて体験版などを提供している。さらに2007年8月21日に会員に郵便での正規版の販売を開始した。2009年11-12月ごろを目標にAngel's Taleの発展的なリメイク作品『Re Angel』の発表を予定していたが、2010年夏に延期した。
また漫画の製作にも挑戦したが、2008年11月9日に二作品で中断を発表していた。2010年1月30日に『Re Angel』のサイドストーリーを漫画にして発表。
日本のファンに向けて積極的なアピールを行っており、日本のニュースサイト等で取り上げられた際、日本のファンに向けて感謝メッセージをホームページ上に日本語で掲載した。さらに2009年5月25日に日本語サイトを開設した。2009年9月17日に『ReAngel』デモ体験版（日本語版）をリリース。2010年6月から日本でも公式ファンブック『Re Angel‐天使たちの時間』の委託頒布が開始された。

## ソフト作品一覧
- 2006年7月- Roi Chalk　(製作打ち切り：体験版)
- 2007年4月28日 - Angel's Tale（体験版・正規版）
- 2009年現在 - Sahasabhupha (S.H.S.) (製作中断中：体験版)
- 2009年9月17日 - Re Angel(日本語体験版)
- 2010年夏 リリース予定 (2009年11-12月予定を延期) - Re Angel（タイ語版）(「Angel's Tale」の発展的なリメイク：製作中)

## 漫画作品一覧
- Angel's Tale-An Extraordinary Love Story - OrigiN
- Angel's Tale-An Extraordinary Love Story - 4-Chan
- ReAngel サイドストーリー (付録:ファーの設定資料集/StudioGUニュース/アップデート版オープニング/新タイ語体験版CD-ROM)　2010年1月30日 Manga Mache Mini　会場：バンコク
- 『Re Angel‐天使たちの時間』（日本語/同人誌）さばーい出版 2010年6月6日
- Angel's Tale（CD）、Comic GU VOl.1 ReAngel-ファーの関連ストーリー集（冊子およびCD）、Comic GU VOl.2 ReAngel-カンラヤーの一日（冊子およびCD）を頒布予定。2010年11月13-14日 Manga Mache Rewind　会場：バンコク・セントルイス病院 ルワムチットピヤンタム棟11階大会議場

## 主なスタッフ
- 代表プロデューサー:タニット・アナンタソンブーン（通称:Thanit A.）
- 作画監督：ニヨム・チョークガウィーサグン (นิยม โชคกวีสกุล)(通称:Nikki.Go）
- 作画:Pitchawat Intrawech
- 作画:シティサック･プースワン (สิทธิศักดิ์ ภู่สุวรรณ) (通称:King)
- プログラマー:ラタポン・ゴーンゲーウ (รัฐพล ก้อนแก้ว)（通称：Mek）
- 音楽：Niwat Armsang (通称:Nike）
- その他のスタッフ：Yomi、Enigma
- その他の協力者：Oke、Alcaros、Joyka など

- 日本語ウェブサイト翻訳:ぱぃろ